# بوزيمان
بوزمان، مونتانا (بالإنجليزية: Bozeman, Montana) هي مدينة في ولاية مونتانا الأمريكية، رابع أكبر ولاية أمريكية في المساحة، وهي إحدى مدن مقاطعة غلاتين ومقرها الرئيسي. تعتبر بوزمان خامس أكبر مدينة في ولاية مونتانا.

## التركيبة السكانية
قام مكتب تعداد الولايات المتحدة بتحديد بيانات التركيبة السكانية لبوزيمانفي تعداد الولايات المتحدة. في ما يلي، التركيبة السكانية حسب تعدادي 2000 و 2010.

### تعداد عام 2000
بلغ عدد سكان بوزيمان 27,509 نسمة بحسب تعداد عام 2000، وبلغ عدد الأسر 10,877 أسرة وعدد العائلات 5,014 عائلة مقيمة في المدينة. في حين سجلت الكثافة السكانية 2,183.8 نسمة لكل ميل مربع (843.2/كم2). وبلغ عدد الوحدات السكنية 11,577 وحدة بمتوسط كثافة قدره 919.0 نسمة لكل ميل مربع (354.8/كم2).
وتوزع التركيب العرقي للمدينة بنسبة 94.73% من البيض و1.24% من الأمريكيين الأصليين و 1.62% من الأمريكيين ذوي الأصول الآسيوية و0.07% من سكان جزر المحيط الهادئ و 0.33% من الأمريكيين الأفارقة و 0.54% من الأعراق الأخرى و 1.47% من عرقين مختلطين أو أكثر. فيما شكل الهسبانيون أو اللاتينيون من أي عرق نسبة 1.59% من السكان.
بلغ عدد الأسر 10,877 أسرة كانت نسبة 22.3% منها لديها أطفال تحت سن الثامنة عشر تعيش معهم، وبلغت نسبة الأزواج القاطنين مع بعضهم البعض 36.0% من أصل المجموع الكلي للأسر، ونسبة 7.3% من الأسر كان لديها معيلات من الإناث دون وجود شريك، وكانت نسبة 53.9% من غير العائلات. تألفت نسبة 30.4% من أصل جميع الأسر من أفراد ونسبة 6.7% كانوا يعيش معهم شخص وحيد يبلغ من العمر 65 عاماً فما فوق. وبلغ متوسط حجم الأسرة المعيشية 2.85، أما متوسط حجم العائلات فبلغ 2.26.
بلغ العمر الوسطي للسكان 25 عاماً. وكانت نسبة 16.0% من القاطنين تحت سن الثامنة عشر، وكانت نسبة 33.0% بين الثامنة عشرة والأربعة وعشرين عاماً، ونسبة 28.6% كانت واقعةً في الفئة العمرية ما بين الخامسة والعشرين والأربعة وأربعين عاماً، ونسبة 14.4% كانت ما بين الخامسة والأربعين والرابعة والستين، ونسبة 8.0% كانت ضمن فئة الخامسة والستين عاماً فما فوق. يوجد لكل 100 أنثى 111.2 ذكر، ويوجد لكل 100 أنثى في الثامنة عشر من عمرها فما فوق 112.6 ذكر.
بلغ متوسط دخل الأسرة في المدينة 32,156 دولار، أما متوسط دخل العائلة فبلغ 41,723 دولار. وكان متوسط دخل الذكور 28,794 دولار مقابل 20,743 دولار للإناث. وسجل دخل الفرد الخاص بالمدينة 16,104 دولار. وكانت نسبة 9.2% من العائلات ونسبة 20.2% من السكان تحت خط الفقر، وكان من هؤلاء نسبة 14.8% تحت سن الثامنة عشر ونسبة 4.4% في الخامسة والستين من العمر وما فوق.

### تعداد عام 2010
بلغ عدد سكان بويز تاون 745 نسمة بحسب تعداد عام 2010، وبلغ عدد الأسر 6 أسرة وعدد العائلات 2 عائلة مقيمة في القرية. في حين سجلت الكثافة السكانية 564.4 نسمة لكل ميل مربع (217.9/كم2). وبلغ عدد الوحدات السكنية 15 وحدة بمتوسط كثافة قدره 11.4 لكل ميل مربع (4.4/كم2).
وتوزع التركيب العرقي للقرية بنسبة 66.0% من البيض و 3.5% من الأمريكيين الأصليين و0.4% من الأمريكيين ذوي الأصول الآسيوية و 0.1% من سكان جزر المحيط الهادئ و26.2% من الأمريكيين الأفارقة و 2.1% من عرقين مختلطين أو أكثر.
بلغ عدد الأسر 6 أسرة كانت نسبة 16.7% منها لديها أطفال تحت سن الثامنة عشر تعيش معهم، وبلغت نسبة الأزواج القاطنين مع بعضهم البعض 33.3% من أصل المجموع الكلي للأسر، وكانت نسبة 66.7% من غير العائلات. تألفت نسبة 66.7% من أصل جميع الأسر من أفراد ونسبة 16.7% كانوا يعيش معهم شخص وحيد يبلغ من العمر 65 عاماً فما فوق. وبلغ متوسط حجم الأسرة المعيشية 3.00، أما متوسط حجم العائلات فبلغ 3.17.
بلغ العمر الوسطي للسكان 16.7 عاماً. وكانت نسبة 72.8% من القاطنين تحت سن الثامنة عشر، وكانت نسبة 10.9% بين الثامنة عشرة والأربعة وعشرين عاماً، ونسبة 13.2% كانت واقعةً في الفئة العمرية ما بين الخامسة والعشرين والأربعة وأربعين عاماً، ونسبة 2.8% كانت ما بين الخامسة والأربعين والرابعة والستين، ونسبة 0.1% كانت ضمن فئة الخامسة والستين عاماً فما فوق. وتوزع التركيب الجنسي للسكان بنسبة 57.2% ذكور و 42.8% إناث.

## سكان المدينة
سكان المدينة حسب إحصائيات سنة 2007 تجاوز ال 35,000 نسمة. 94.73% من البيض، 0.33% سود و 1.24% هنود حمر. يشكل الطلاب 14 ألف من سكان المدينة. أما السكان الأصليين غالبيتهم ريفيين وهم على العكس مما يعتقده كثير من الناس بأنهم عنصريين، فهم يتسمون بالطيبة والبشاشة وحبهم للإطلاع والتعرف على الثقافات الأخرى. في بداية التسعينات نزح الكثير من سكان كاليفورنيا إلى مدينة بوزمان ولُقّبت بسبب ذلك ببوز أنجلس.

## تاريخ بوزمان
كانت بوزمان والمناطق المحيطة بها مأهولة بالكثير من القبائل الهندية منذ القدم مثل قبائل الكرو والشوشون والبلاك فيت والفلات هيد والسو وغيرها. في العام 1806 وصل وليم كلارك إلى المنطقة المسماة حاليا بوزمان وقام بوصف المكان. سميت المدينة بهذا الاسم نسبة إلى بوزمان جون مكتشف طريق بوزمان الطريق الذي لعب دور هام خلال فترة حمى الذهب التي اجتاحت ولاية مونتانا. في العام 2001 حصلت بوزمان على جائزة المدينة الأفضل على مستوى الولايات المتحدة (بالإنجليزية: All-America City Award)‏ والتي تمنح سنويا لأفضل عشرة مدن في الولايات المتحدة الأمريكية.

## جامعة ولاية مونتانا
أبرز معالم بوزمان وأشهرها على الإطلاق هي جامعة ولاية مونتانا Montana State University والتي يوجد بها الكثير من الطلبة العرب وخصوصا من المملكة العربية السعودية والمملكة المغربية جمهورية مصر العربية وفلسطين وغيرها. كما أن الكثير من سكان المدينة من الطلبة مما يجعلها مدينة هادئة نسبيا وصالحة للدراسة. توجد في بوزيمان جالية إسلامية صغيرة تقارب المائتين غالبيتهم طلاب أو أعضاء تدريس في جامعة ولاية مونتانا MSU ويوجد كذلك مصلى صغير بالقرب من الجامعة، كما تقام صلاة الجمعة إسبوعيا في إحدى القاعات الكبيرة في الجامعة. تحتوي الجامعة على متحف الروكيز Museum of the Rockies والذي بدوره يحتوي على الكثير من المقتنيات العينية والثقافية لمنطقة جبال الروكي الشهيرة وكذلك يهتم المتحف بجمع بقايا وعظام الدينصورات المنقرضة ويوثق المتحف لحياة الهنود الحمر في منطقة السهل العظيم.

## الأماكن السياحية المجاورة لمدينة بوزمان
تمتاز المدينة بقربها من الحديقة القومية يلوستون، تعتبر أول وأقدم حديقة قومية في العالم وسميت بذلك نسبة للصخور الصفراء فيها، وكذلك تمتاز بكثرة المنتجعات لممارسة رياضة التزلج على الثلج مثل بيج سكاي وبريدجر.تشتهر ولاية مونتانا بكثرة مسابح المياه الكبريتية (hot spring) مثل (bozeman hot spring),(shico hot spring),(nors hot spring) و (lolo hotspring)
المناخ في هذه المدينة بارد جدا شتاء ويكثر نزول الثلج في هذا الموسم. كما أن الطبيعة رائعة في الصيف مما يجعل كثير من سكان المدينة يتجهون للغابات القومية مثل هاي لايت القريبة جدا للمدينة وللأنهار القريبة مثل نهر مدسون. تحيط الجبال بمدينة بوزيمان من ثلاثة جهات مما يجعل تسلقها أحد أبرز هوايات سكان المدينة.

## الخدمات العامة
يوجد بها مطار غلاتين المحلي (بالإنجليزية: Gallatin Field Airport) والذي يبعد 8 أميال عن المدينة. الحافلات هي إحدى وسائل النقل وتغطي أغلب اجزاء المدينة المهمة مثل الجامعة والسوق والمستشفى وهذه الخدمة مجانية لطلاب جامعة ولاية مونتانا وكذلك سكان المدينة. يقطع مدينة بوزمن الخط السريع (I-90) والذي يعتبر أطول خط سريع في الولايات المتحدة الأمريكية. ابرز المراكز التجارية مثل السوق العام والمقاهي والمطاعم تقع على الشارع الرئيسي Main St كما يحتوي الشارع الرئيسي على الملاهي الليلية والبارات.

## أبرز الأحداث
- خلال العام 2009 تعرض الشارع الرئيسي إلى انفجار نتيجة تسرب غاز من أحد الأنابيب القديمة مما أدى إلى تداعي وسقوط ثلاثة مباني وتعرضت الكثير من المحلات التجارية لتلفيات مثل تهشم الزجاج الأمامي ونتج عن الحادث حالة وفاة واحدة.
- في العام 2006 ذكرت بوزمان في الكثير من وسائل الإعلام العربية والأجنبية بسبب هروب 6 طلبة مصريين قادمين من جامعة المنصورة ضمن برنامج التبادل الطلابي بين جامعة ولاية مونتانا والجامعات العربية، مما أثار الكثير من البلبلة بسبب اشتباه السلطات الأمريكية بهؤلاء الطلبة بأن يكون لديهم نوايا إرهابية ولكن تم القبض عليهم بعد أيام قلائل ليتم اكتشاف ذلك بأنهم حاولوا الهرب ليحصولوا على وظائف عمل في الولايات المتحدة الأمريكية.

## أشهر المطاعم في مدينة بوزمان
- chickpea كان المطعم العربي الوحيد في المدينة ولكن أغلق في عام 2013
- papa johns
- famous davs
- apple bees
- perkins
- dominos
- old chicago
- ihop
- pizza hut
- taco bell
- fiesta mexicana
- pizza company
- pita pit
- mangolian parpickio
- pickle barrel
- bufflo wings
- dairy queen
- it is greek to me
- Mackenzie River Pizza
- Granny's Gourmet Donuts
- Starky's Authentic Americana
- Lemon Grass- Thai Food
- Zydeco Cafe
- Panda Buffet
- International Coffee Traders[9]

## أشهر المراكز الغذائية
- wal-mart
- k-bigmart
- elbirtson
- costco
- country food
- world market
- food center
- smith
- target
- safeway